# Crax
Crax és un gènere d'ocells de la família dels cràcids (Cracidae). Aquests curaçaos habiten en àrees forestals humides de la zona neotropical, des de Mèxic fins al nord de l'Argentina. Les espècies d'aquest gènere s'anomenen hocos o simplement craxs.

## Llistat d'espècies
Se n'han descrit 8 espècies dins aquest gènere:
- Crax alberti - Hoco becblau.
- Crax alector - Hoco becllarg.
- Crax blumenbachii - Hoco de Blumenbach.
- Crax daubentoni - Hoco de Daubenton.
- Crax fasciolata - Hoco caranú.
- Crax pinima - Hoco de Belem.
- Crax globulosa - Hoco globulat.
- Crax rubra - Hoco de carúncula groga.